# Bosco Chiesanuova
Bosco Chiesanuova es una localidad y comune italiana de 3.560 habitantes, ubicada en la provincia de Verona (una de las siete provincias de la región de Véneto).

## Communes limitrophes
Ala, Cerro Veronese, Erbezzo, Grezzana, Roverè Veronese, Selva di Progno

## Demografía
| Gráfica de evolución demográfica de Bosco Chiesanuova entre 1861 y 2001 |
|                                                                         |
| fuente ISTAT - elaboración gráfica a cargo de Wikipedia                 |

## Panorama de las afueras de Bosco Chiesanuova

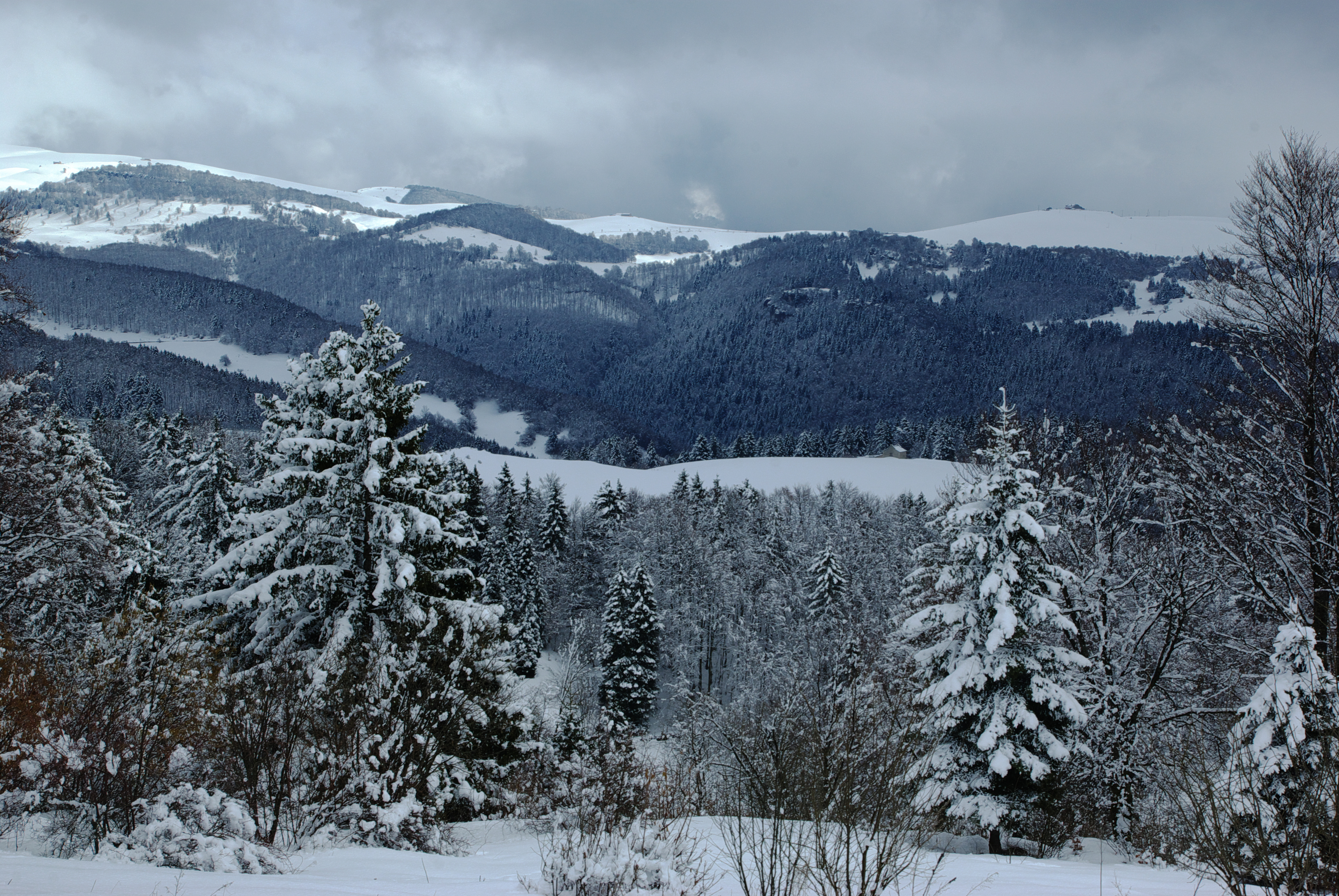
Panorama sur Grietz cerca de Bosco Chiesanuova ctg Lessinia 2013 2013
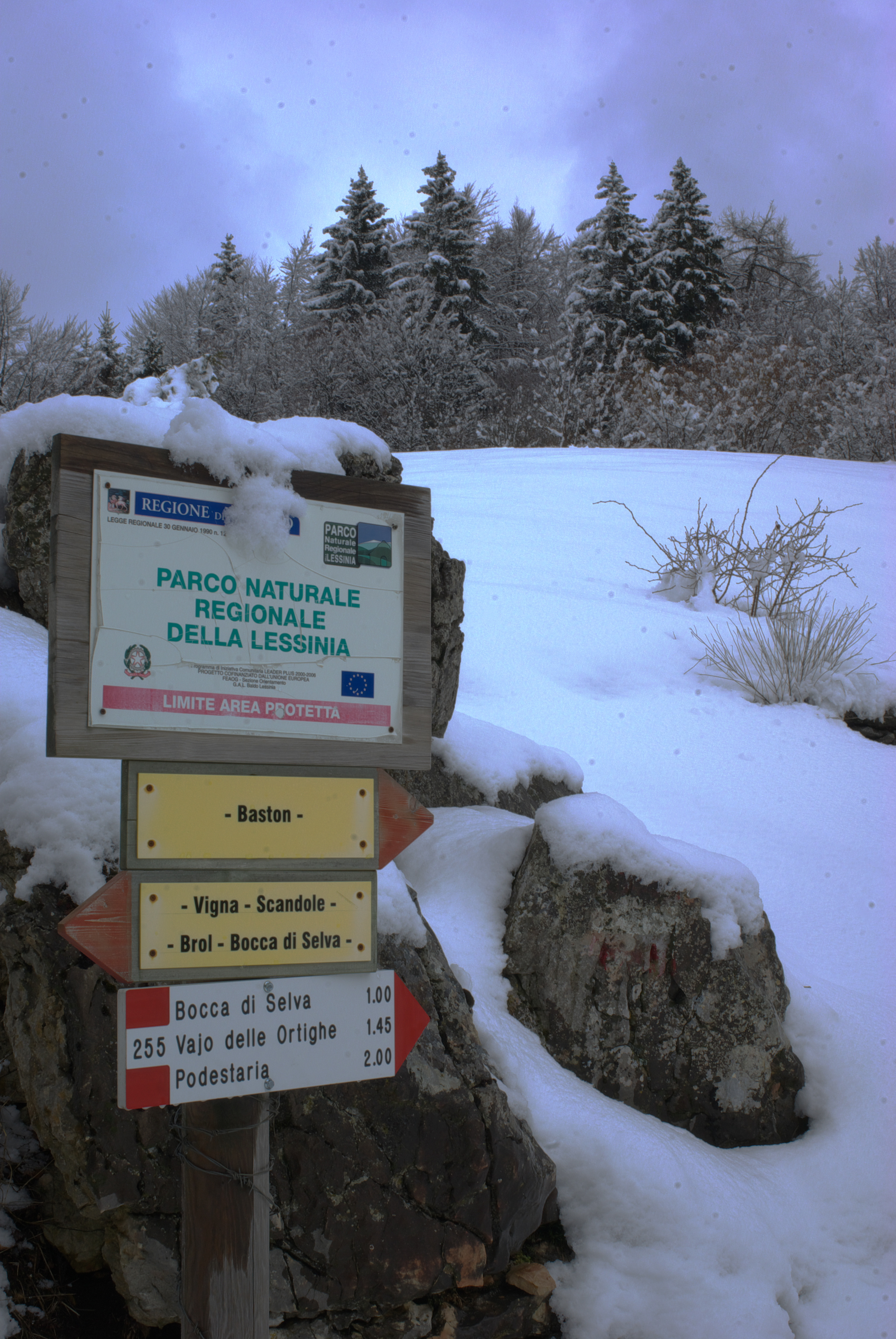
Una entrada al parque natural de las montañas de Lessini cerca de Bosco Chiesanuova ctg Lessinia 2013
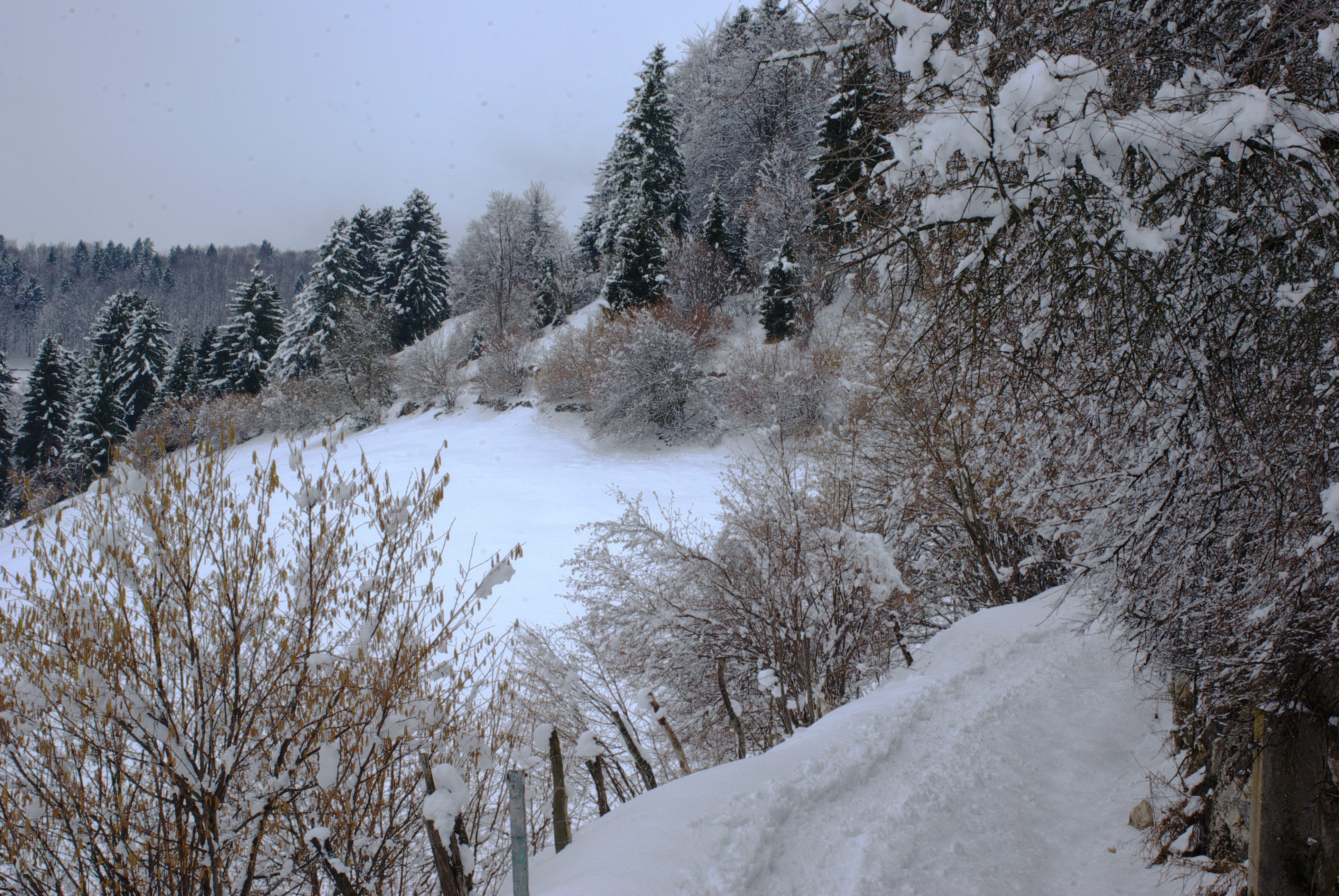
Panorama de las afueras de Bosco Chiesanuova ctg Lessinia 2013
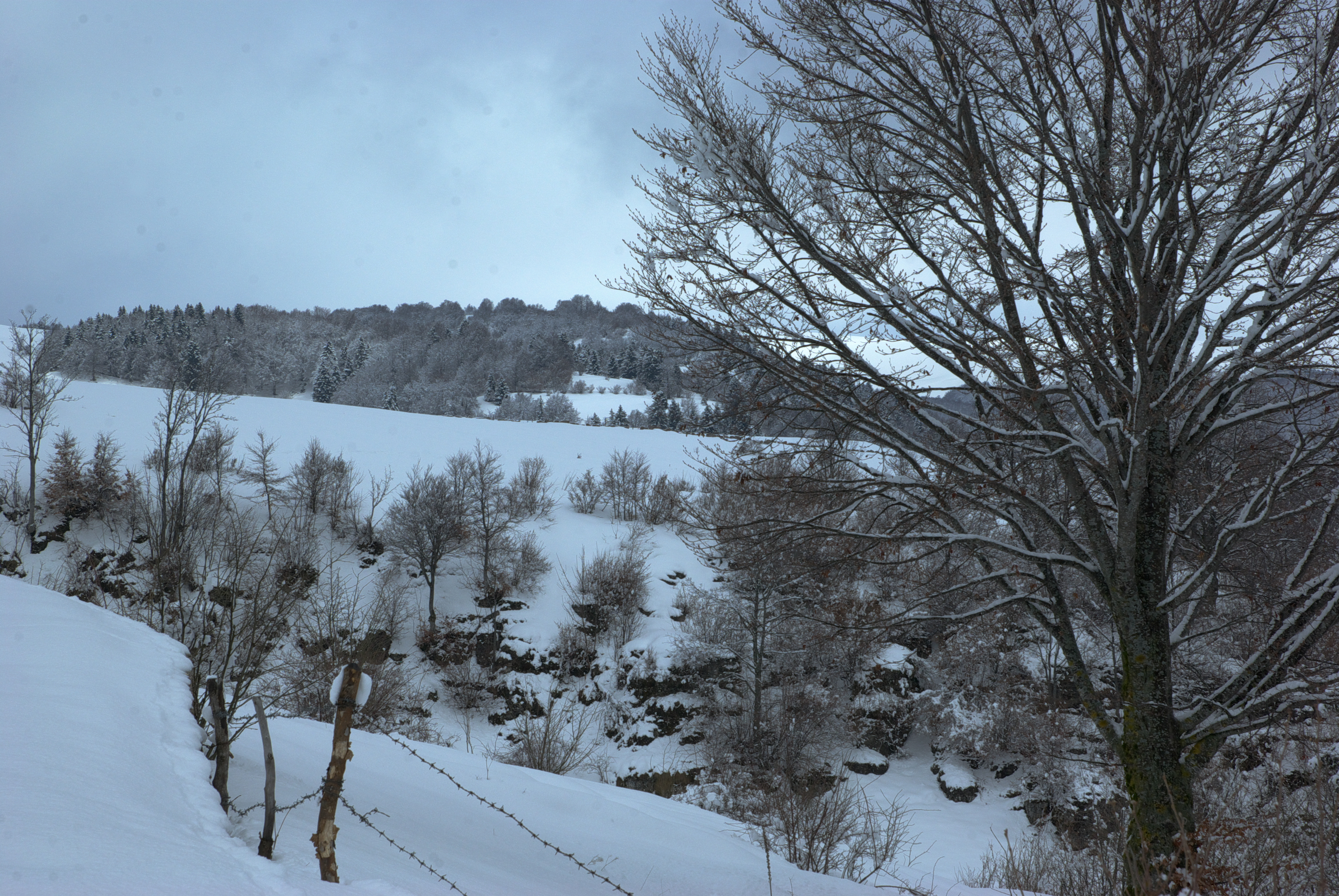
Panorama de las afueras de Bosco Chiesanuova ctg Lessinia 2013
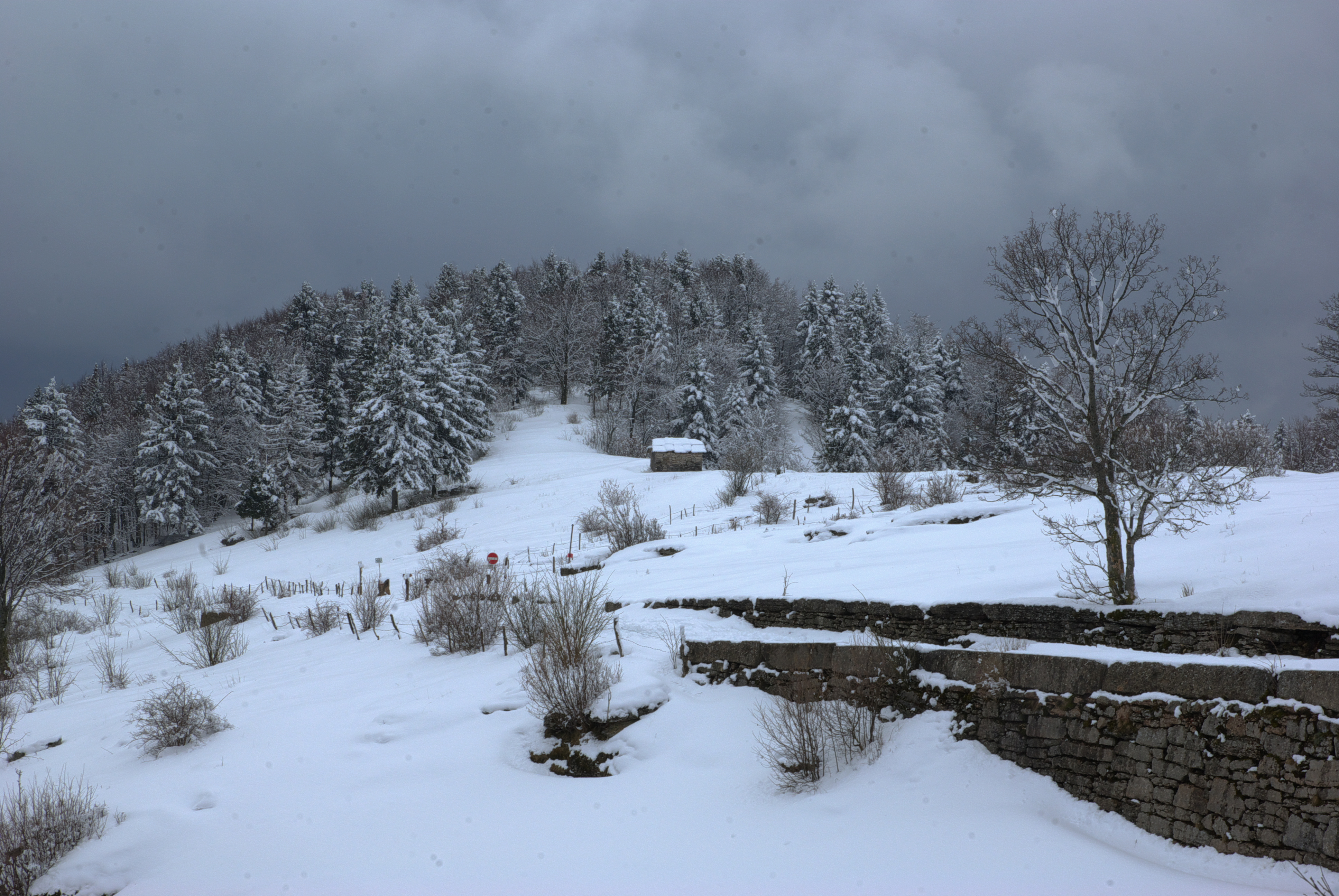
Panorama de las afueras de Bosco Chiesanuova ctg Lessinia 2013
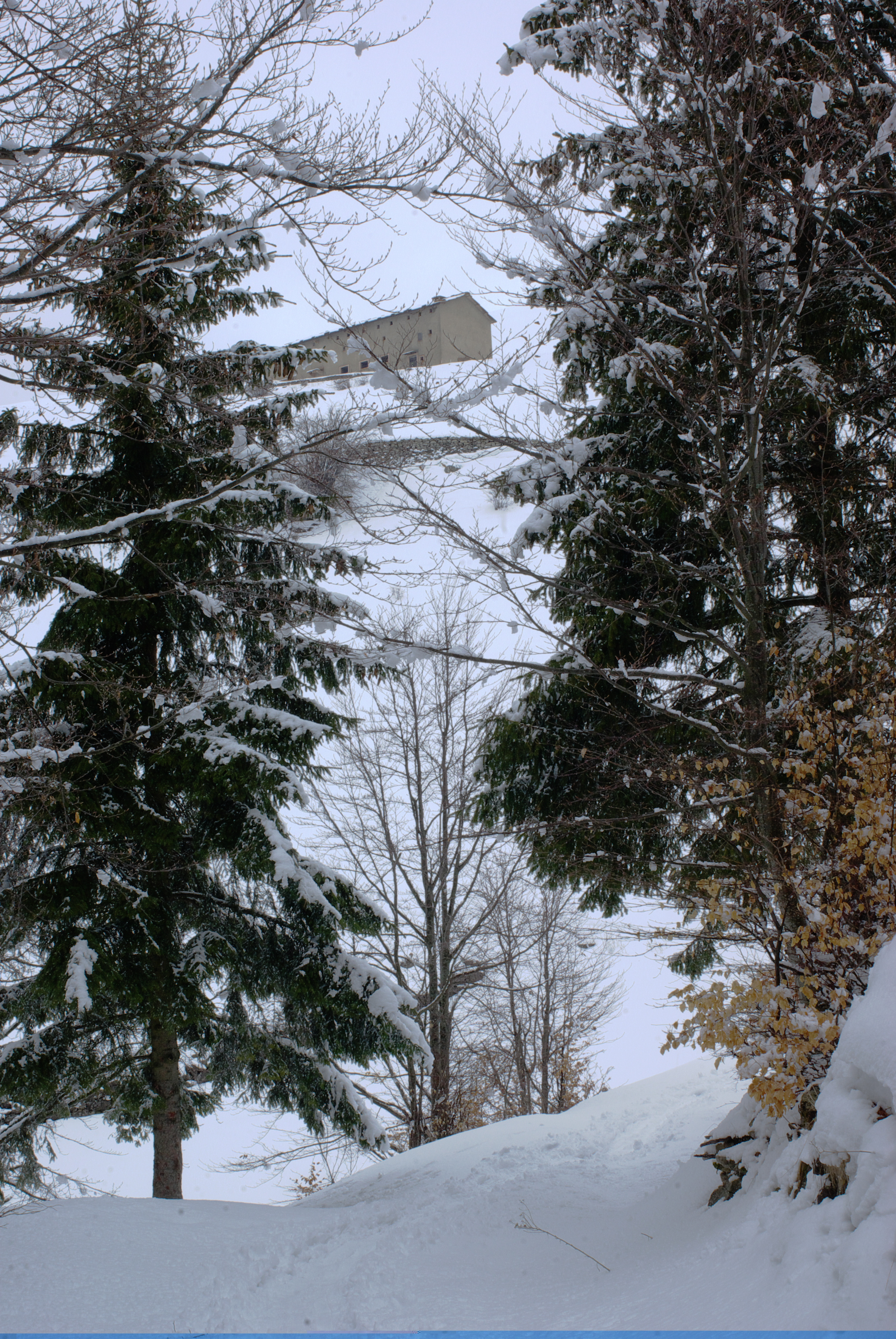
Panorama de las afueras de Bosco Chiesanuova ctg Lessinia 2013

- Datos: Q46829
- Multimedia: Bosco Chiesanuova / Q46829